# Meruliopsis
Meruliopsis is een geslacht van schimmels behorend tot de familie Irpicaceae. De typesoort is Meruliopsis taxicola. Later is deze soort heringedeeld naar het geslacht Gloeoporus als Gloeoporus taxicola.

## Soorten
Volgens Index Fungorum telt het geslacht 12 soorten (peildatum september 2023):
| Soortnaam                    | Auteur(s)                                                  | Publicatiejaar |
| ---------------------------- | ---------------------------------------------------------- | -------------- |
| Meruliopsis albomellea       | (Yuan Yuan, Jia J. Chen & X.H. Ji) C.C. Chen & Sheng H. Wu | 2020           |
| Meruliopsis bella            | (Berk. & M.A. Curtis) Ginns                                | 1976           |
| Meruliopsis crassitunicata   | (Y.C. Dai & Sheng H. Wu) C.C. Chen & Sheng H. Wu           | 2020           |
| Meruliopsis cystidiata       | (Ryvarden) P.E. Jung & Y.W. Lim                            | 2017           |
| Meruliopsis faginea          | Volobuev & Ismailov                                        | 2021           |
| Meruliopsis leptocystidiata  | C.C. Chen & Sheng H. Wu                                    | 2020           |
| Meruliopsis miniata          | (Wakef.) Ginns                                             | 1976           |
| Meruliopsis nanlingensis     | (B.K. Cui & B.S. Jia) C.C. Chen & Sheng H. Wu              | 2020           |
| Meruliopsis parvispora       | C.C. Chen & Sheng H. Wu                                    | 2020           |
| Meruliopsis pseudocystidiata | (B.S. Jia & Y.C. Dai) C.C. Chen & Sheng H. Wu              | 2020           |
| Meruliopsis taxicola         | (Pers.) Bondartsev                                         | 1959           |
| Meruliopsis variegata        | (B.S. Jia & Y.C. Dai) Zmitr.                               | 2018           |